# Біг на середні дистанції
Біг на середні дистанції — сукупність легкоатлетичних бігових дисциплін, що об'єднує дистанції, довші, ніж спринтерські, але коротше, ніж довгі. Здебільшого до середніх дистанцій відносять 600 м, 800 м, 1000 м, 1500 м, 1 миля, 2000 м, 3000 м, 3000 м з перешкодами (стипль-чейз). Найпрестижнішими, олімпійськими, є дистанції 800 м, 1500 м і 3000 м з перешкодами.
Біг на 880 ярдів, або півмилі — предок дистанції 800 м і має свої корені в змаганнях в Сполученому Королівстві в 1830-х роках.. Біг на 1500 м — три кола по 500 м стадіону, який був звичайним явищем в континентальній Європі в 20 столітті.

## Дистанції

### 600 м
Ця середня дистанція досить рідко проводиться на змаганнях, і головним чином як тест спринтерів для більшої дистанції. 600 м також використовується на початку сезону як перша сходинка бігунами на 800 м, поки вони не досягли повної форми. Рекорди світу на цій дистанції:
- (Ч)  Джонні Грей[en] 1.12,81 Санта-Моніка 24 травня 1986
- (Ж)  Ана Фіделіа Кірот 1.22,63 Гвадалахара 25 липня 1997.

## Виноски
1. ↑  Middle-distance running [Архівовано 7 травня 2015 у Wayback Machine.]. Encyclopædia Britannica(англ.)
2. ↑  800 m — Introduction [Архівовано 25 жовтня 2012 у Wayback Machine.]. IAAF(англ.)
3. ↑  1500 m — Introduction [Архівовано 25 жовтня 2012 у Wayback Machine.]. IAAF(англ.)